# Тернопіль (автовокзал)
Міжнародний автовокзал «Тернопіль» — вокзальний комплекс споруд у місті Тернопіль, який обслуговує пасажирів як внутрішньообласного, так і міжнародного сполучення. Забезпечує автобусне сполучення з населеними пунктами області, з окремими обласними центрами України, містами за кордоном держави.

## Історія
Нині діючий як автовокзал 1-го класу в Тернополі відкритий у 1971 році. З 2013 року приміщення  автовокзалу перебували на реконструкції. Каси та зал чекання розташовувалися в тимчасовому павільйоні з боку посадкових платформ.
15 лютого 2016 року за участі голови Тернопільської ОДА Степана Барни, міського голови Сергія Надала відбулось урочисте відкриття реконструйованого вокзалу.
Автовокзал забезпечує автобусне сполучення з районними центрами та іншими населеними пунктами області, з окремими обласними центрами України та столицею України Києвом. Також із Тернополя курсують автобуси міжнародного сполучення до Варшави, Вроцлава, Гданська, Ряшева, Щецина, (Польща), Праги (Чехія), Мюнхена (Німеччина), Кишинева (Молдова) та інших закордонних міст.

## Транспортне сполучення
До автовокзалу прямує громадський міський транспорт:
- автобусні маршрути № 5, 5А, 6, 6А, 9, 12, 13, 14, 17, 20, 20А, 22, 22А, 23, 29, 31, 36, 37;
- тролейбусні маршрути № 1, 7, 8, 9.

Поруч з автовокзалом розташований Центральний ринок, речовий ринок та гіпермаркет «Novus» (відкритий з 9 вересня 2011 року)

## Галерея

Стара будівля автовокзалу
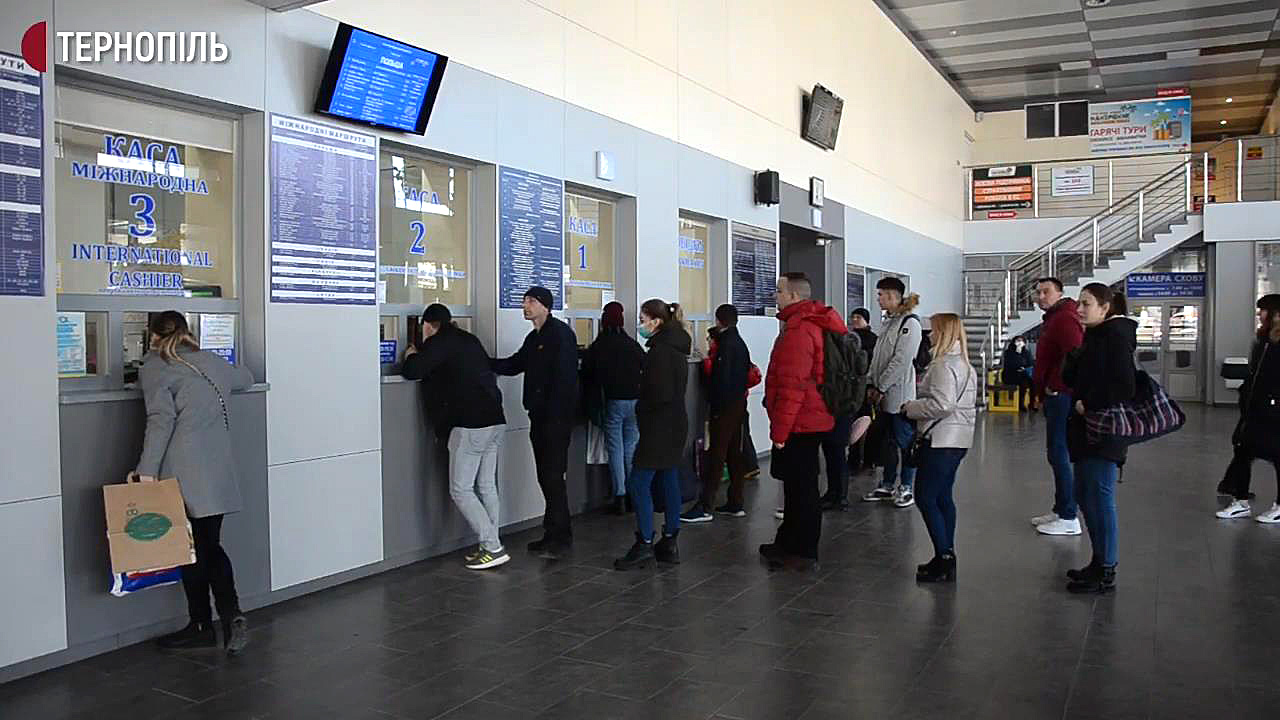
Внутрішній хол
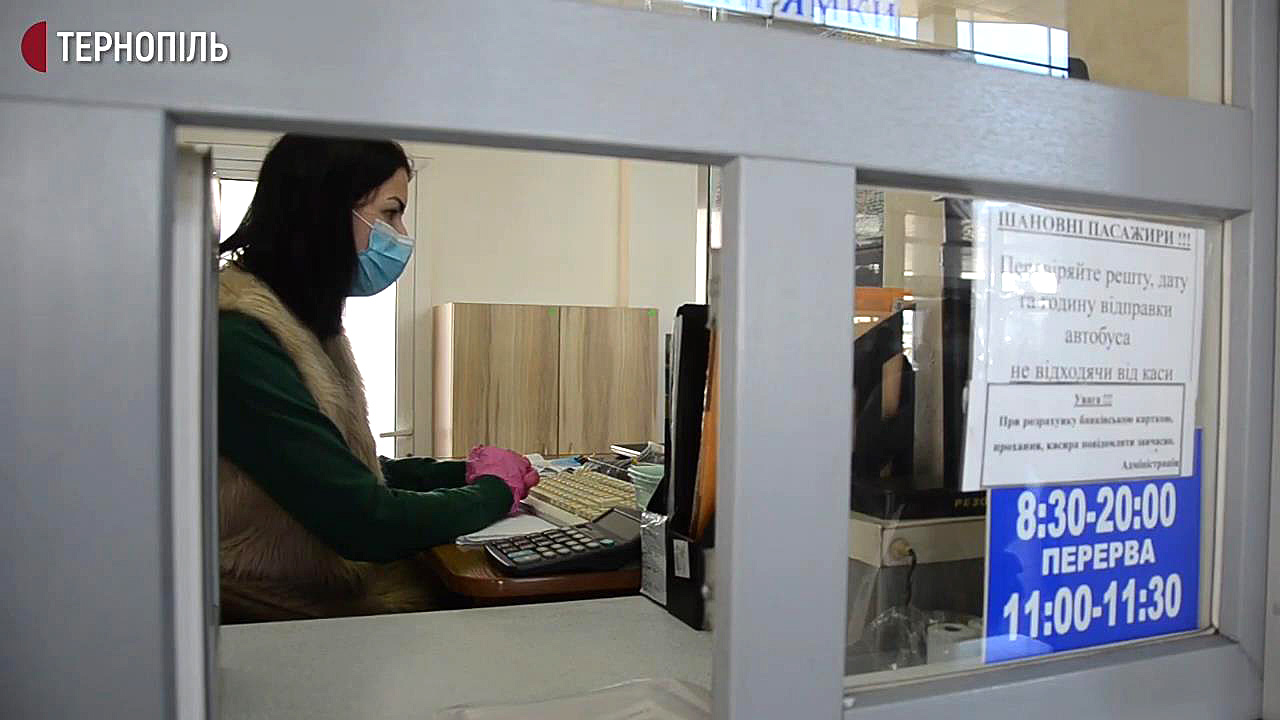
Каса автовокзалу
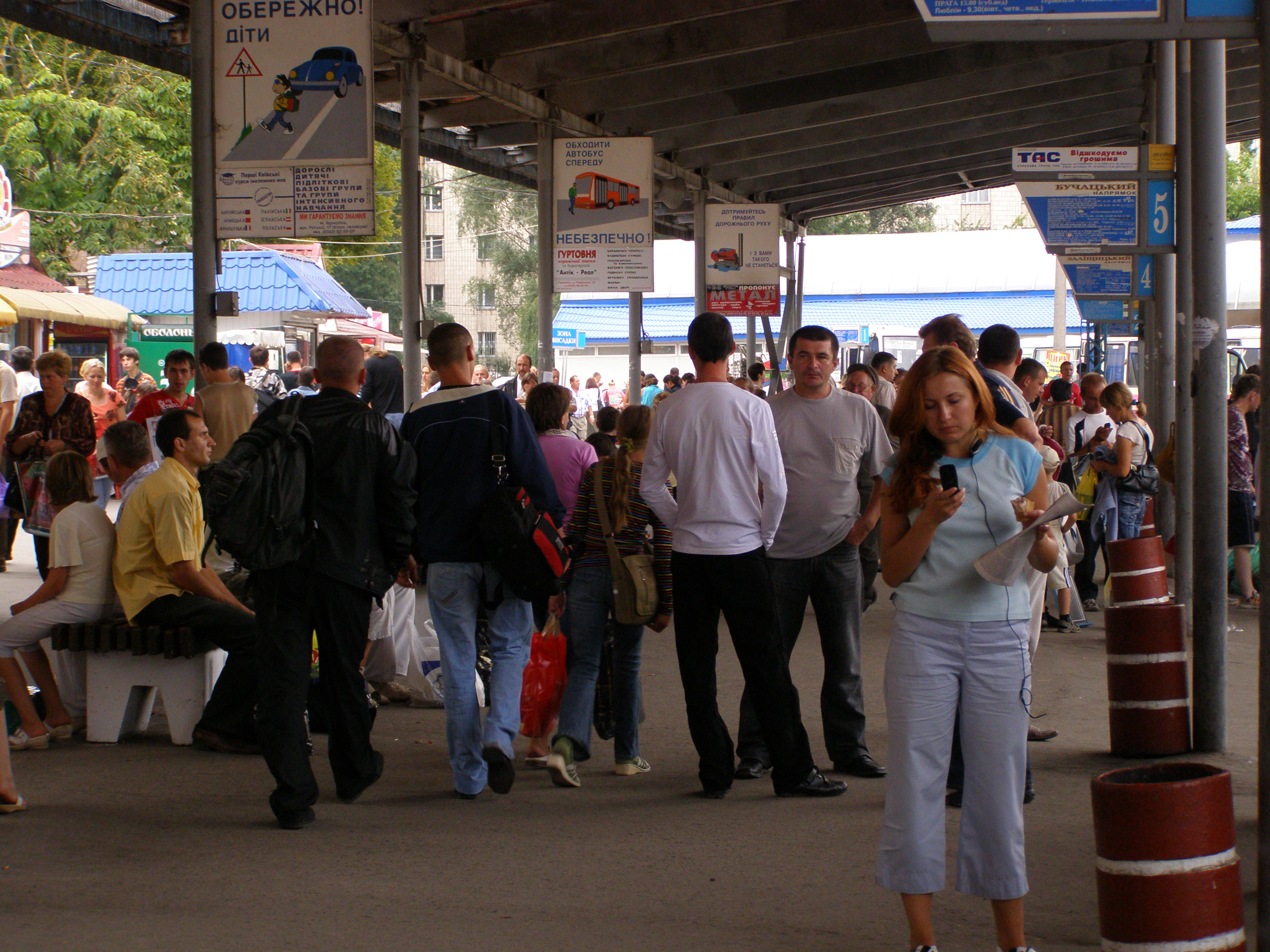
Автовокзал вночі